# AC4 (álbum)
AC4' é o álbum de estréia da banda punk sueca AC4, lançado inicialmente em setembro de 2009 no Suécia pela gravadora Ny Våg (e no Canadá pela Deranged Records 2010, no Austrália pela Shock Records 2011). 

## Faixas
1. Detonate
2. Where Are The Kids
3. I Wanna Go
4. The Same Fight
5. Assassination
6. Fuck The Pigs
7. I Can Do It
8. Won't Bow Down
9. It Catches Up
10. My Condition
11. Pigs Lose
12. It's Over In A Second
13. Let's Go To War
14. Coptown
15. This Is It[1]

## Integrantes
- Dennis Lyxzén – Vocal
- Karl Backman – Guitarra
- David Sandström – Baixo
- Jens Nordén – Bateria[1]

### Colaboradores
- Fredrik Lyxzén – Produção
- Oscar Sandlund - Mixer
- Pelle Henricsson - Mastering
- Robert Pettersson – Artwork
- Marcus Axelsson – Artwork[1]

### Video clipe
O video clipe Won't Bow Down, dirigido por Rhys Day, filmado na Austrália em concerto em Melbourne em 2011.